# Parnassia epunctulata
Parnassia epunctulata är en benvedsväxtart som beskrevs av Jin Tang Pan. Parnassia epunctulata ingår i släktet Parnassia och familjen Celastraceae. Inga underarter finns listade.